# Трапані (аеропорт)
Аеропорт Трапані (IATA: TPS, ICAO: LICT) (італ. Aeroporto Vincenzo Florio di Trapani-Birgi) — аеропорт спільного використання, що обслуговує Трапані на Сицилії, Італія. 
Розташований між Трапані та Марсалою, це один із п’яти цивільних аеропортів Сицилії. 
У 2015 році через аеропорт пройшли 1 586 992 пасажири, що зробило його третім за завантаженістю аеропортом на Сицилії. 
Авіабаза Аеронаутіка Мілітаре названа на честь льотчика Лівіо Бассі. 
Цивільний аеропорт названий на честь сицилійського промисловця Вінченцо Флоріо

## Огляд
Аеропорт розташований за 15 км на південь 

від Трапані та був відкритий на початку 1960-х років. 
Після тривалого періоду простою аеропорт був відновлений провінцією Трапані в 2003 році, і зараз він приймає кілька рейсів, переважно бюджетних аввкомпаній.

## Авіалінії та напрямки (жовтень 2022)
| Авіакомпанія            | Пункт призначення |
| ----------------------- | --- |
| AeroItalia              | Катанія, Форлі |
| AlbaStar                | Анкона, Бріндізі, Неаполь, Парма, Перуджа, Трієст |
| Corendon Dutch Airlines | Сезонні: Амстердам, Маастрихт/Аахен |
| DAT                     | Пантеллерія |
| Ryanair                 | Мілан-Бергамо, Болонья, Мальта, Піза, Рим-Ф'юмічіно, Турин Сезонний: Біллунн, Бордо, Братислава, Брюссель-Шарлеруа, Франкфурт-Хан, Карлсруе/Баден-Баден, Катовіце, Лондон–Станстед, Манчестер, Пескара, Рига, Севілья, Тревізо, Тулуза, Венеція, Варшава-Модлін, Веце |

## Статистика
Див. джерело запитів Вікіданих та джерела.